# 南岭前胡
南岭前胡（学名：Peucedanum longshengense）是伞形科前胡属的植物，是中国的特有植物。分布于中国大陆的广西、江西等地，生长于海拔800米至2,100米的地区，多生长于山坡林缘路旁以及山顶草丛中，目前尚未由人工引种栽培。